# Weefselplasminogeenactivator
Een weefselplasminogeenactivator, in het Engels tissue plasminogen activator (tPA), is een enzym dat onder andere het opruimen van bloedstolsels (fibrine) regelt door het omzetten van plasminogeen naar het actieve plasmine te bevorderen. Plasmine speelt een rol in de afbraak van fibrine. De weefselplasminogeenactivator is ook verantwoordelijk voor het omzetten van proBDNF in matureBDNF.

## Gen
Het gen voor weefselplasminogeenactivator ligt op chromosoom 8 en bestaat uit 14 exons en 13 introns. Intron 8 bevat een dimorfe Alu-sequentie.
In geval van een acute ischemische beroerte wordt sinds 1996 recombinant weefselplasminogeenactivator (rt-PA) intraveneus toegediend wanneer de behandeling gestart kan worden binnen 3 uur nadat de eerste verschijnselen zich hebben voorgedaan.